# Amerila moorei
Amerila moorei là một loài bướm đêm thuộc phân họ Arctiinae, họ Erebidae.